# Setge d'Anvers
El setge d'Anvers ocorregut durant la Guerra dels Vuitanta Anys, entre juliol de 1584 i agost de 1585, i es va consumar per les tropes espanyoles al comandament d'Alexandre Farnese (duc de Parma) contra les tropes la República de les Províncies Unides. Amb l'èxit d'aquest setge, es va culminar una de les ofensives espanyoles més importants durant el conflicte, ja que en el termini de dos anys es van assetjar un gran nombre de ciutats estratègiques; totes elles amb victòria per als interessos de les armes imperials: Anvers, Gant, Dendermonde, Duinkerke, Zutphen, Bruges, Nieuwpoort i Aalst entre d'altres.

## Antecedents
En aquell temps, Anvers era la major ciutat i constituïa el centre econòmic, cultural i financer de les Disset Províncies. Tenia una població de més de cent mil habitants.

## El setge

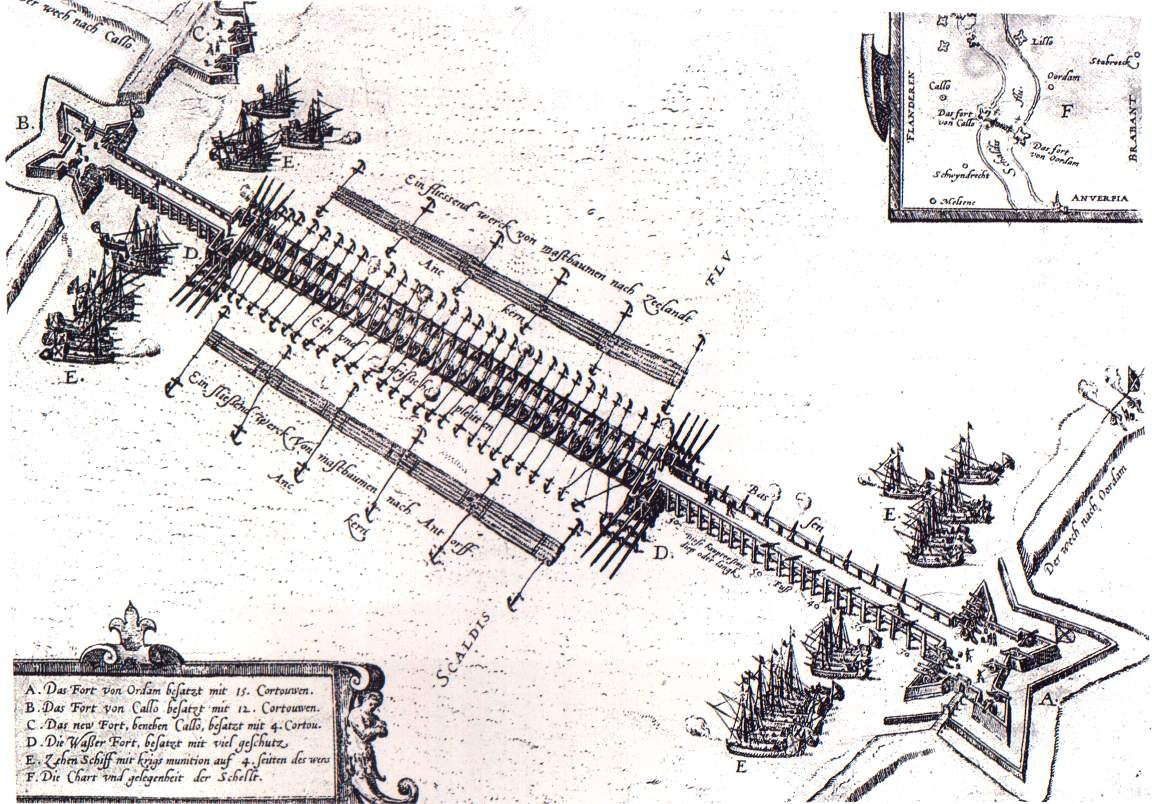
Esquema del pont d'Alexandre Farnese sobre l'Escalda

El setge va començar a finals de 1584, després d'un seguit de victòries (conquestes de Dunkerque, Ieper, Bruges, Aalst, Nieuport, etc.) del mestre de camp general Alexandre I de Parma sobre les tropes de la República de les Províncies Unides.
La conquesta per part dels Terços Espanyols d'aquest enclavament protegit per deu baluards, una àmplia fossa inundada i el riu Escalda, el que li donava fama d'inexpugnable, es va consumar gràcies a la construcció d'un pont de 800 metres de llarg i 4 d'ample sobre el riu. Aquesta obra d'enginyeria militar que unia les províncies de Brabant dels Estats i Flandes és comparable al pont que Juli Cèsar va aixecar sobre el Rin, encara que aquest tenia la meitat de longitud comparat amb el construït per Alexandre Farnese. La construcció del pont va consistir a col·locar uns pals de fusta verticals sobre la llera del riu, units després per bigues de fusta transversals, sobre aquest carcassa es van col·locar els taulers que donaven forma al pis. En els dos extrems del pont es van aixecar dos baluards. Els últims 600 metres del pont es van haver de fer col·locant una filera de barques subjectes amb cordes i fustes, sobre las que després es va crear el pis, com havia fet Xerxes per a entrar a Grècia. Per a la defensa del pont, es van col·locar 64 peces d'artilleria i en els costats del pont, una línia de petites barcasses unides de tres en tres. L'obra es va acabar en tan sols set mesos.
El setge va ser dur, la conquesta de baluards, revellins i fortins va costar moltes baixes en ambdós bans.
Els espanyols cada vegada guanyaven més terreny i els assetjats guardaven l'esperança de l'ajuda d'una flota, provinent de Zelanda al comandament de Justí de Nassau, un fill bastard de Guillem I d'Orange-Nassau, amb la qual hauria de proveir la ciutat d'aigua i vitualles i a més trencaria el pont sobre el riu Escalda. Per aquest pla, els republicans neerlandesos van comptar amb l'enginy d'un italià, Federico Giambelli, que enfadat amb Espanya, es va passar al bàndol neerlandès. Aquest va crear uns vaixells que tenien una torreta feta de pedres i maons en les quals en el seu interior s'introduïa pólvora i objectes, fent de metralla. Aquests vaixells-mina, s'untaven de peix, per a ser totalment impermeables a l'aigua i no mullar la pólvora. Els vaixells-mina, van complir molt bé la seva comesa, explotant i van causar un centenar d'homes. El pont va haver de ser reparat amb prou feines.
Per tal d'evitar-ho, se li va encomanar al coronel Mondragón la construcció d'un contradic amb què defensar-se d'aquests vaixells. Un cop acabat el contradic, Mondragón va haver de rebutjar un combat naval de les forces de Justino de Nassau amb vaixells procedents d'Anvers.
Amb el temps els neerlandesos van aconseguir reunir una flota de 160 vaixells de diferent calat amb què volien enderrocar el contradic. Van atacar els llocs avançats espanyols, però al contradic, els espanyols van aconseguir frenar l'empenta de la flota neerlandesa reforçant la defensa amb un terç d'espanyols i italians. Després els espanyols van assaltar els vaixells neerlandesos en un cos a cos que va durar vuit hores i en la qual els espanyols van capturar 25 naus i 75 canons. En aquesta jornada els morts del ban rebel es van comptabilitzar per uns 3000 i al ban imperial uns 1000.
Finalment, la ciutat es va retre l'agost de 1585 i els terços espanyols van entrar per les portes de la ciutat amb Alexandre Farnese al capdavant.

## Conseqüències
La victòria va ser celebrada pels soldats amb un gegantí banquet sobre el pont de l'Escalda, amb taules, que s'estenien de vora a vora del riu. Es creu que la celebració va durar tres dies. Després de les celebracions van desmantellar el pont sobre el riu i es va reconstruir la ciutadella-fortalesa aixecada pel duc d'Alba i que el duc d'Orange havia enderrocat.
En conèixer Felip II la victòria d'Anvers, va atorgar el Toisó d'Or a Farnese per la seva fidelitat i valor. La nit en la qual li van comunicar la notícia de la rendició d'Anvers, el monarca es va aixecar del llit i va anar a l'habitació de la seva filla Isabel I, en obrir la porta, va dir «Nostra és Anvers» tornant després a dormir-se, davant de la sorpresa de la seva filla. El setembre, les tropes van obtenir les seves pagues, després de gairebé tres anys sense cobrar.
Després del setge espanyol, els protestants supervivents, que representaven la majoria dels intel·lectuals i comerciants, van ser obligats a desallotjar la ciutat o tornar a convertir-se al catolicisme. Amb aquest fet es posava punt final a l'etapa daurada de la ciutat, que ja va perdre molt el 1576 durant Fúria espanyola, un saqueig violent amb uns 7000 morts, principalment civils, per les tropes espanyoles. La ciutat va perdre més de la meitat de la seva poblaciò i el bloqueig de la boca de l'Escalda per les tropes de la República, va causar l'ocàs del port. La intolerància del govern espanyol vers els protestants va causar la decadència econòmica i cultural de la ciutat.